# ジョセフ・ジャクソン・リスター

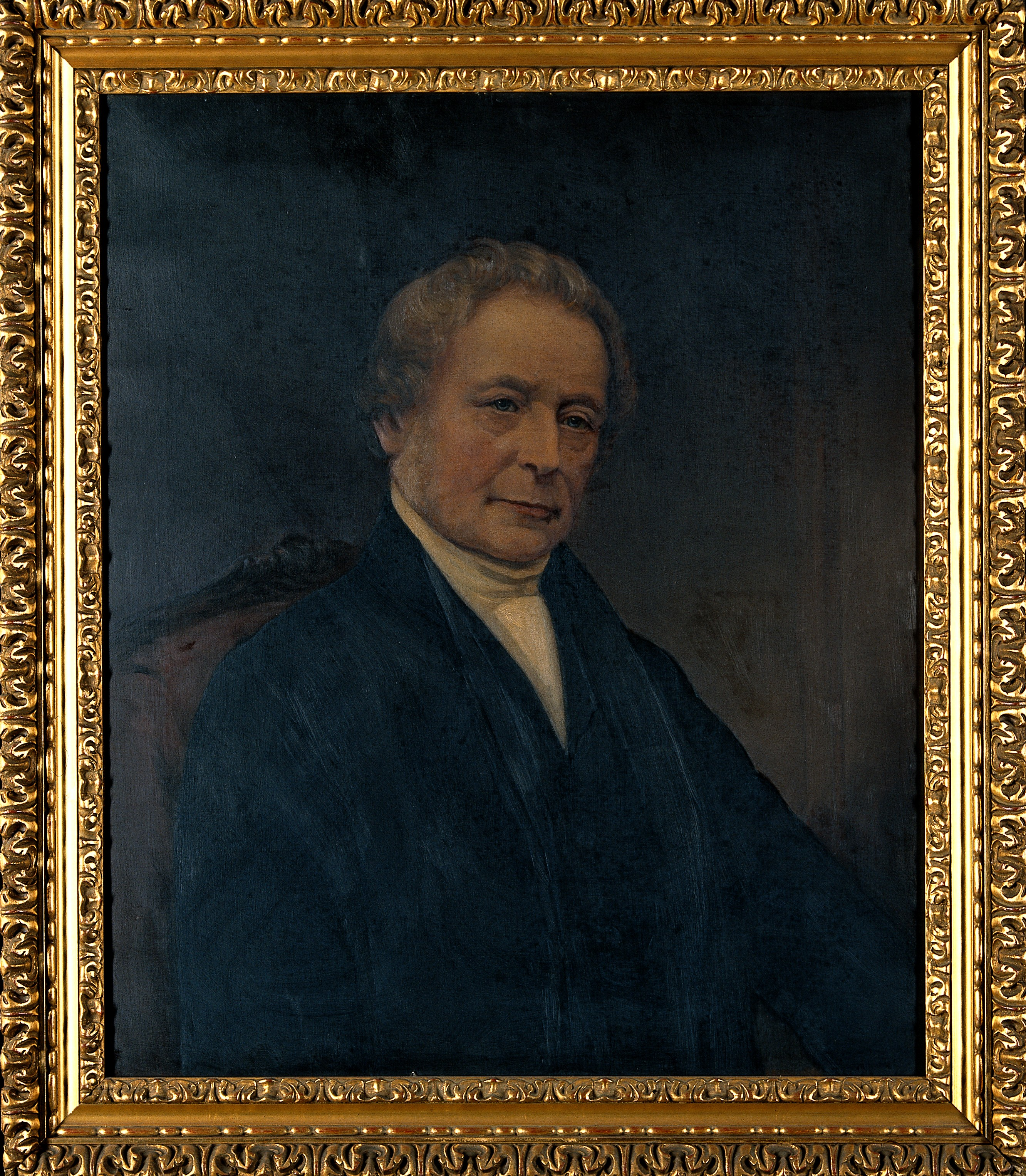
ジョセフ・ジャクソン・リスター

ジョセフ・ジャクソン・リスター (Joseph Jackson Lister, FRS、1786年1月11日 – 1869年10月24日）はイギリスのアマチュア光学技術者、有名な外科医の、初代リスター男爵ジョゼフ・リスターの父親である。

## 家系について
祖祖父のトーマス・リスターは、ヨークシャー州のビングリーの農夫で、クエーカー教徒であった。祖父のジョセフ・リスターが、ロンドンにでてタバコ商人となった。父親のジョンは時計師、Isaac Rogersの見習いをした後、自分の会社を作り、父親のタバコの商売を引き継ぐが、1969年にタバコの仕事をやめ、義理の父親のワイン取引に転じた。ジョンの49歳の時の初めての男子がジョセフ・ジャクソン・リスターである。

## 略歴
ロンドンに生まれた。14歳で学校を終えると、父親のワイン商の仕事を手伝い、18歳で共同経営者となった。1818年にクエーカー教徒の学校の学校監督の娘で、女子学校の教師をしていた未亡人のイザベラと結婚した。1821年に義理の兄弟の商船会社に投資した。1825年に、保養地のウプトンに庭園のある別荘を購入した。
望遠鏡や顕微鏡を使って、物を見ることには幼い頃から興味を持っていて、顕微鏡の性能の向上に貢献した。当時の顕微鏡の性能は細胞の詳細が見られる性能はなかった。1820年代半ばからロンドンの光学機器工房のウィリアム・トゥリー（William Tulley）のレンズを使って顕微鏡の性能の向上の実験を始め、1826年には、色収差をなくすために屈折率の異なるガラス材質のレンズを組み合わせた顕微鏡を作らせた。1830年に王立協会のフィロソフィカル・トランザクションズに論文を発表し、1832年に王立協会のフェローに選ばれた。同じクエーカー教徒で友人の医師、トーマス・ホジキンはリスターの改良した顕微鏡で組織標本の観察を行い成果を挙げた。後にリスター男爵ジョゼフ・リスターがイギリス顕微鏡学会に寄贈した1843年の未刊の論文には、裸眼や顕微鏡、望遠鏡の分解能について記述していた。
ウィリアム・トゥリーの工房のスミス（James Smith）とリスターの甥のベック兄弟（Richard Beck:1827-1866、Joseph Beck:1828-1891)は光学機器メーカーを創業し、これは後にR&J Beck社となり、1968年にEarling社に買収されるまで、高い技術をもつ会社として活動した。
リスターの子供にはリスター男爵ジョゼフ・リスターの他に、変形菌の研究を行ったアーサー・リスターがいる。